# نواف عبد الله
نواف عبد الله (ولد في 31 ديسمبر 1994 في اليمن) لاعب كرة قدم يمني يجيد اللعب في مركز الوسط المدافع. يلعب حاليا لصالح الأهلي الذي ينافس في الدوري البحريني الممتاز منذ 2021.